# ほら貝 (名古屋市)
ほら貝（ほらがい）は、愛知県・名古屋市緑区の町名。現行行政地名はほら貝一丁目からほら貝三丁目。住居表示未実施。

## 地理
名古屋市緑区の北東部に位置し、南東に神沢、南西に篠の風、北東に桃山、北に鳴海町と久方、北西に相川と接する。

## 歴史

### 町名の由来
鳴海町の旧字螺貝（ほらがい）に由来する。『朝鮮人来朝之節書上書付写』松山条に「洞貝」の表記があるようにホラガイではなく、付近の地形に由来する地名である。「ホラ」は水量の少ない奥まった谷、「カイ」は山と山との間の狭間を指す語であるという。

### 沿革
- 1977年（昭和52年）1月15日 - 緑区鳴海町の一部により、同区ほら貝一丁目から同三丁目が成立する[7]。
- 1981年（昭和56年）5月17日 - 緑区鳴海町の一部をほら貝三丁目に編入する[7]。
- 1986年（昭和61年）12月14日 - 緑区鳴海町の一部をほら貝二丁目に編入する[7]。

## 世帯数と人口
2019年（平成31年）3月1日現在の世帯数と人口は以下の通りである。
| 丁目         | 世帯数    | 人口    |
| ------------ | --------- | ------- |
| ほら貝一丁目 | 648世帯   | 1,484人 |
| ほら貝二丁目 | 493世帯   | 1,093人 |
| ほら貝三丁目 | 311世帯   | 722人   |
| 計           | 1,452世帯 | 3,299人 |

### 人口の変遷
国勢調査による人口の推移
| 1995年（平成7年）  | 3,651人 | [ 8 ]  |  |
| 2000年（平成12年） | 3,487人 | [ 9 ]  |  |
| 2005年（平成17年） | 3,408人 | [ 10 ] |  |
| 2010年（平成22年） | 3,261人 | [ 11 ] |  |
| 2015年（平成27年） | 3,170人 | [ 12 ] |  |

## 学区
市立小・中学校に通う場合、学校等は以下の通りとなる。また、公立高等学校に通う場合の学区は以下の通りとなる。
| 丁目         | 番・番地等 | 小学校               | 中学校               | 高等学校 |
| ------------ | ---------- | -------------------- | -------------------- | -------- |
| ほら貝一丁目 | 全域       | 名古屋市立戸笠小学校 | 名古屋市立神沢中学校 | 尾張学区 |
| ほら貝二丁目 | 全域       | 名古屋市立戸笠小学校 | 名古屋市立神沢中学校 | 尾張学区 |
| ほら貝三丁目 | 全域       | 名古屋市立戸笠小学校 | 名古屋市立神沢中学校 | 尾張学区 |

## その他

### 日本郵便
- 郵便番号 : 458-0013[3]（集配局：緑郵便局[15]）。